# Norra Solbergstjärnen
Norra Solbergstjärnen är en sjö i Hagfors kommun i Värmland och ingår i Göta älvs huvudavrinningsområde.